# Miłość jest ślepa
Miłość jest ślepa – program rozrywkowy, w którym uczestnicy zostają zamknięci ciemnym pokoju z trzema potencjalnymi kandydatkami na narzeczone. Przy wyborze najlepszej kandydatki mają pomóc zmysły takie jak: smak lub dotyk. Widzowie oglądają przebieg zdarzeń dzięki zdjęciom w podczerwieni.